# Amfiteatr

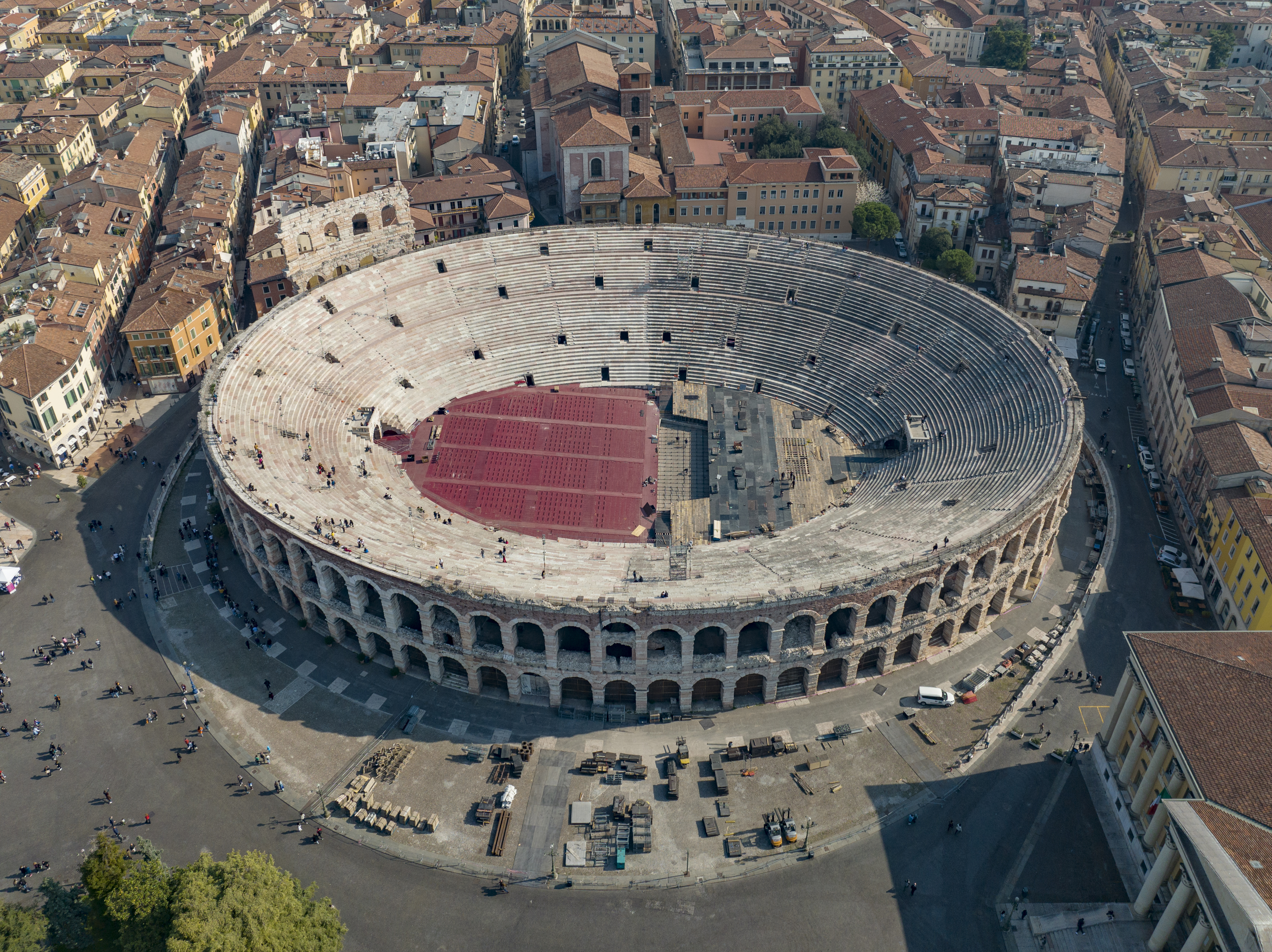
Amfiteatr w Weronie

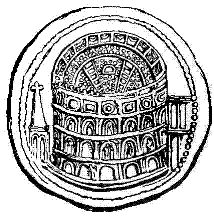
Amfiteatr Flawijski na monecie

Amfiteatr (łac. amphiteatrum, z gr. ἀμφιθέατρον 'podwójna widownia, w kształcie koła; połączenie dwóch teatrów półkolistych w jeden') – odkryta arena o kształcie elipsy lub koła, otoczona – najczęściej wznoszącymi się schodkowo – rzędami siedzeń dla widzów  i przeznaczona do publicznych pokazów m.in. walk gladiatorów, walk z dzikimi zwierzętami, naumachii.

## W historii
W starożytnym teatrze greckim była to widownia na wolnym powietrzu, rozłożona półkoliście na zboczach pagórków, wyposażona w kamienne siedzenia. W starożytnym Rzymie budowla ta wykształciła się z wydzielonego na forum dziedzińca, na którym walczyli gladiatorzy. Wokół dziedzińców zaczęto umieszczać ławy, które z czasem stawiano w kilku rządach na usypanym wale. Później całość zaczęto otaczać murem. Ostatecznie amfiteatr stał się wielkim kompleksem rozrywkowym z widownią (cavea) mieszczącą często dziesiątki tysięcy widzów, z wieloma pomieszczeniami pomocniczymi, masztami do rozpinania nad nim osłony (velarium) i wieloma innymi udogodnieniami.
W czasach imperium rzymskiego zbudowano setki amfiteatrów, głównie w Italii i na zachodzie. Zdecydowanie mniejsza liczba amfiteatrów we wschodnich prowincjach imperium była efektem niechęci ich mieszkańców do krwawych rozrywek, w których gustowali Rzymianie.
Najsłynniejszym amfiteatrem jest rzymskie Koloseum.
Współcześnie nazwą amfiteatr określa się budowlę widowiskową z kolistą lub półkolistą, wznoszącą się do góry widownią.